# Jardí de la Casa Sorolla (pintura de 1918-1919)

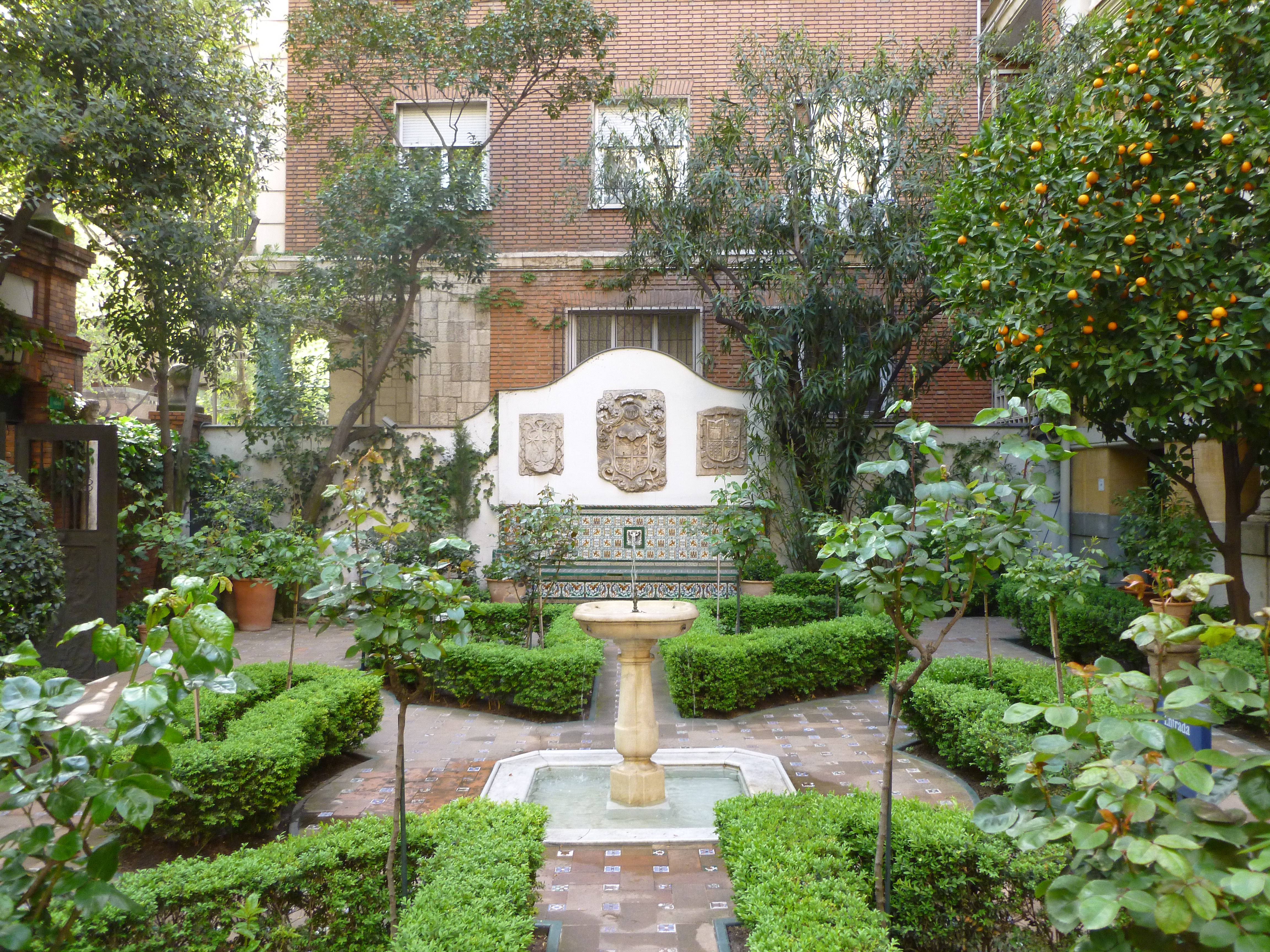
Primer jardí, plantat en 1911 i representat en l'obra

Jardí de la Casa Sorolla és una obra del pintor postimpressionista espanyol Joaquim Sorolla i Bastida. Es tracta d'un oli sobre llenç pintat entre 1918 i 1919. Forma part de la col·lecció del Museu Sorolla, al que va passar a través del llegat fundacional.
La pintura mostra uns dels jardins de la casa madrilenya del pintor (on actualment està el Museu Sorolla). El mateix Sorolla va traçar els plànols preliminars del jardí. El Primer jardí, que és el que es mostra en la pintura, va ser projectat sota la influència d'elements andalusos i es va inspirar en els jardins de l'Alcàsser de Sevilla. Esta part va ser la primera a realitzar-se a la fi de 1911, quan la família Sorolla es va mudar a Madrid.
Entre 1915 i 1920 Sorolla va pintar el seu jardí des de diferents punts de vista. Esta versió va ser una de les últimes. Presenta una part central del jardí, que té la disposició típica d'un jardí espanyol: la font de marbre blanc al centre, de la qual surten quatre camins. En el fons es poden veure plantes exuberants que grimpen per la façana de la casa i envolten el banc fet de taulells. El tema principal és l'exposició de la llum que crea un ambient íntim, càlid i animat.